# Bokang Phelane
Bokang Phelane es una actriz, productora y guionista sudafricana, nacida en Lesoto.

## Biografía
Phelane nació en Maseru, Lesoto. Asistió a la escuela secundaria en Lesoto, y luego a la Universidad Monash de Sudáfrica, donde obtuvo una Licenciatura en Artes.

## Carrera profesional
En 2016, participó en la serie de televisión de comedia, Single Guys, como "Fezeka". También apareció en la serie de televisión Shuga, lanzada en 2018.
En julio de 2017, interpretó el papel de Pula en la primera temporada de la telenovela sudafricana Keeping Scores de SABC2. Interpretó el papel de "Lily" en la miniserie de televisión de ciencia ficción en idioma zulú , Emoyeni (Netflix), lanzada el 22 de julio de 2018. En 2020, apareció en los programas en idioma sotho, Isipho Sothando, en marzo, y en Ho Kena Ho Eona, en abril, ambos en DSTV. Fue la protagonista de la serie de televisión épica de mitología africana, Blood Psalms, estrenada por los coproductores Showmax y Canal + International en 2021, como "Zazi", una feroz princesa adolescente.

## Filmografía
| Año  | Título          | Rol      | Notas                    |
| ---- | --------------- | -------- | ------------------------ |
| 2021 | Blood Psalms    | Zazi     |                          |
| 2021 | Courting Anathi | Anathi   |                          |
| 2020 | Ho Kena Ho Eona | Dineo    | Película para televisión |
| 2020 | Isipho Sothando | Thando   | Película para televisión |
| 2018 | Shuga           | Fezeka   | Serie de televisión      |
| 2018 | Emoyeni         | Lily     | Miniserie de televisión  |
| 2018 | Angry Amber     | Amber    | Web serie                |
| 2017 | Keeping Scores  | Pula     | Telenovela               |
| 2016 | Single Guys     | Fezeka   | Serie de televisión      |
| 2016 | Hard Copy       | Khethiwe | Serie de televisión      |